# Richard Corts
Richard Corts, född 16 juli 1905 i Remscheid, död 7 augusti 1974 i Remscheid, var en tysk friidrottare.
Corts blev olympisk silvermedaljör på 4 x 100 meter vid sommarspelen 1928 i Amsterdam.